# Betula paraermanii
Betula paraermanii (Russisch: onder andere "(valse) steenberk"; каменная берёза - tevens de Russische naam voor de goudberk) is een bomensoort uit het geslacht van de berken. De soort groeit alleen op het Russische eiland Sachalin en langs de Tatarensont aan de Nelmabocht. De soort is sterk verwant aan de goudberk, maar heeft wat kleinere nootjes met bredere flanken en kortwigvormige schutbladige bladschubben. De verschillen zijn echter moeilijk waarneembaar en Kew Gardens noemt het een van de synoniemen van de geaccepteerde naam Betula Ermannii Marshall var. ermanii.
... · 
B. albosinensis (Chinese berk) · 
B. ermanii (Goudberk) · 
B. fruticosa  · 
B. humilis  · 
B. lenta (Suikerberk) · 
B. maximowicziana (Grootbladige berk) · 
B. medwediewii (Transkaukasische berk) · 
B. nana (Dwergberk) · 
B. nigra (Rode berk) ·  
B. papyrifera (Papierberk) · 
B. paraermanii · 
B. pendula (Ruwe berk) · 
B. platyphylla (Aziatische berk) · 
B. populifolia (Grijze berk) · 
B. pubescens (Zachte berk) · 
B. utilis (Witte Himalayaberk) · 
...